# Dicranopteris chinensis
Dicranopteris chinensis là một loài dương xỉ trong họ Gleicheniaceae. Loài này được Rosenst. Tagawa mô tả khoa học đầu tiên năm 1939.